# Cratere Mitchel
Mitchel  è un cratere sulla superficie di Marte.